# Pseudolaticauda schistorhynchus
Pseudolaticauda schistorhynchus — вид отруйних морських пласкохвостих змій з родини Аспідових, поширених тільки у прибережних водах навколо тихоокеанського острова Ніуе. Їхня місцева назва — катуалі.
Особини цього виду сягають до 1 метра завдовжки та дуже отруйні, що робить їх одними з найнебезпечніших істот на планеті. Змії катуалі мають плаский хвостовий плавець, що допомагає їм вправно плавати.